# 앨릭스 윈스턴
앨릭스 윈스턴(Alex Winston, 1987년 9월 28일 ~ )은 미국의 싱어송라이터이다.